# Altenthann
Altenthann – miejscowość i gmina w Niemczech, w kraju związkowym Bawaria, w rejencji Górny Palatynat, w regionie Ratyzbona, w powiecie Ratyzbona, wchodzi w skład wspólnoty administracyjnej Donaustauf. Leży w Lesie Bawarskim, około 15 km na północny wschód od Ratyzbony.

## Dzielnice
W skład gminy wchodzą następujące dzielnice: Altenthann, Dietersweg, Forstmühler Forst, Göppenbach, Lichtenwald, Pfaffenfang.

## Demografia
| Rok  | Liczba mieszk. |
| ---- | -------------- |
| 1970 | 1 283          |
| 1987 | 1 315          |
| 2000 | 1 538          |

## Oświata
(na 1999)

W gminie znajduje się 25 miejsc przedszkolnych (42 dzieci) oraz szkoła podstawowa (6 nauczycieli, 112 uczniów).